# Saint-Aubin-Château-Neuf
Saint-Aubin-Château-Neuf és un municipi francès, situat al departament del Yonne i a la regió de Borgonya - Franc Comtat. L'any 2007 tenia 510 habitants.

## Demografia

### Població
El 2007 la població de fet de Saint-Aubin-Château-Neuf era de 510 persones. Hi havia 213 famílies, de les quals 51 eren unipersonals (12 homes vivint sols i 39 dones vivint soles), 75 parelles sense fills, 67 parelles amb fills i 20 famílies monoparentals amb fills.
La població ha evolucionat segons el següent gràfic:
Habitants censats

### Habitatges
El 2007 hi havia 309 habitatges, 212 eren l'habitatge principal de la família, 72 eren segones residències i 25 estaven desocupats. 292 eren cases i 11 eren apartaments. Dels 212 habitatges principals, 168 estaven ocupats pels seus propietaris, 40 estaven llogats i ocupats pels llogaters i 4 estaven cedits a títol gratuït; 3 tenien una cambra, 11 en tenien dues, 34 en tenien tres, 60 en tenien quatre i 104 en tenien cinc o més. 176 habitatges disposaven pel capbaix d'una plaça de pàrquing. A 98 habitatges hi havia un automòbil i a 99 n'hi havia dos o més.

### Piràmide de població
La piràmide de població per edats i sexe el 2009 era:
| Homes | Edats   | Dones |
| ----- | ------- | ----- |
| 0     | 95 o +  | 0     |
| 0     | 90 a 94 | 8     |
| 4     | 85 a 89 | 4     |
| 12    | 80 a 84 | 8     |
| 0     | 75 a 79 | 20    |
| 20    | 70 a 74 | 4     |
| 16    | 65 a 69 | 20    |
| 8     | 60 a 64 | 8     |
| 12    | 55 a 59 | 16    |
| 12    | 50 a 54 | 20    |
| 20    | 45 a 49 | 24    |
| 12    | 40 a 44 | 8     |
| 12    | 35 a 39 | 20    |
| 8     | 30 a 34 | 8     |
| 0     | 25 a 29 | 0     |
| 4     | 20 a 24 | 0     |
| 8     | 15 a 19 | 20    |
| 20    | 10 a 14 | 12    |
| 8     | 5 a 9   | 16    |
| 4     | 0 a 4   | 8     |

## Economia
El 2007 la població en edat de treballar era de 306 persones, 224 eren actives i 82 eren inactives. De les 224 persones actives 208 estaven ocupades (111 homes i 97 dones) i 16 estaven aturades (10 homes i 6 dones). De les 82 persones inactives 36 estaven jubilades, 19 estaven estudiant i 27 estaven classificades com a «altres inactius».

### Ingressos
El 2009 a Saint-Aubin-Château-Neuf hi havia 211 unitats fiscals que integraven 520 persones, la mediana anual d'ingressos fiscals per persona era de 16.948 €.

### Activitats econòmiques
Dels 16 establiments que hi havia el 2007, 1 era d'una empresa alimentària, 2 d'empreses de fabricació d'altres productes industrials, 4 d'empreses de construcció, 1 d'una empresa de comerç i reparació d'automòbils, 1 d'una empresa de transport, 1 d'una empresa d'hostatgeria i restauració, 1 d'una empresa financera, 3 d'empreses de serveis i 2 d'empreses classificades com a «altres activitats de serveis».
Dels 6 establiments de servei als particulars que hi havia el 2009, 1 era una oficina bancària, 1 taller de reparació d'automòbils i de material agrícola, 2 fusteries, 1 lampisteria i 1 empresa de construcció.
L'any 2000 a Saint-Aubin-Château-Neuf hi havia 14 explotacions agrícoles que ocupaven un total de 1.015 hectàrees.

## Equipaments sanitaris i escolars
El 2009 hi havia 1 escola maternal integrada dins d'un grup escolar amb les comunes properes formant una escola dispersa i 1 escola elemental integrada dins d'un grup escolar amb les comunes properes formant una escola dispersa.

## Poblacions més properes
El següent diagrama mostra les poblacions més properes.